# Монастирище (село)
Монастири́ще — село в Україні, у Прилуцькому районі Чернігівської області. Входить до складу Ічнянської міської громади. Населення становить 1149 осіб.

## Географія
Село розташоване на північному заході району, у долині річки Удай (притока Сули). Відстань від Чернігова — 145 км), до Ічні — 18 км (автошляхами — 20). Найближча залізнична станція — Яхнівка на лінії Ніжин-Прилуки за 7 км. Через село пролягає автотраса Прилуки-Ніжин.
Площа села близько 14 км². Висота над рівнем моря — 127 м.

## Історія
У цій місцевості люди мешкали з давніх-давен. Поблизу села виявлено залишки поселення доби бронзи (II тисячоліття до н. е.), кургани скіфського періоду (V-III століття до н. е.) та два давньоруські городища (IX-XIII століття). 

### XVI—XVIII сторіччя
Засноване Монастирище ймовірно в XIV столітті переселенцями, що прийшли в долину Удаю з Правобережної України. Село виникло на місці старого монастиря, від чого і отримало свою назву. Село неодноразово зазнавало спустошень від іноземних загарбників: тричі його руйнували татари.
Село засноване у складі Великого князівства Литовського, але 1503 року анексоване Московською державою разом з усією Сіверською землею. Але вже наприкінці XVI сторіччя тут відновлено суверенітет Польської корони. 1618 року Монастирище, за Деулінським перемир'ям між Річчю Посполитою та Московією, відійшла до шляхетської Польщі.
Під час польської влади населення Монастирища отримало певні свободи, хоча суперечки за землю вносили постійну напругу в життя українських поселенців. У жалуваній грамоті короля Сигізмунда III від 1590 року, за якою Монастирище разом з іншими населеними пунктами передавалось князю Яремі Вишневецькому, йшлося, що йому надається право збирати з населення різні податі. 1618 року селяни князя Вишневецького скаржились, що пан їх «зубожил вельми, вибираючи несльїханньїе податки…». У 1628 році тут було тільки 4 «дима» і один млин. У 1646 році в селищі налічувалося всього 7 коней.
Коли почалася Визвольна війна українського народу під проводом Богдана Хмельницького, населення Монастирища повстало на боротьбу. 1649 року село стало сотенним містечком Монастирської сотні Прилуцького полку. У 1664 році польсько-шляхетські війська з татарами напали на Монастирище, розорили його, частину жителів взяли в полон у Крим. Згідно з переписною книгою 1666 року, в селі числилося всього 45 селянських дворів, але зручне географічне положення Монастирища сприяло його порівняно швидкому відновленню: у 1718 році тут налічувалося 60 козацьких дворів, 69 вільних селянських дворів і 44 двори залежних селян (3 — чиншевих прилуцького полковника, 25 — рангових, 16 — духовенства).
Жителі займались землеробством, тваринництвом, овочівництвом та садівництвом. Цьому сприяла наявність широких степових просторів на правому березі Удаю. Сотниками обирались головним чином заможні козаки. Вони скуповували землі в козаків та селян не лише Монастирища, а й сусідніх сіл. Селян, що жили на цих землях, перетворювали на своїх кріпаків. У 1728 році полковник Носенко був змушений усунути за жорстоке поводження з підлеглими сотника Г. Забарного. Пізніше протягом півстоліття сотнею керували Романовичі. Вони прибрали до рук значну кількість земель і поселили на них підсусідків. За відомостями 1729 р., рангових посполитих у Монастирищі числилося 173 двори і 130 підсусідків. У 1730-х роках у містечку різко зменшилася кількість населення внаслідок переселення частини жителів за Дніпро. Так, у 1740 році тут налічувалося 52 козацьких двори (61 хата) і 78 бездвірних хат їх підсусідків, 39 селянських дворів (43 хати) і 3 хати їх підсусідків. У своїй скарзі до суду на Романовича селяни писали, що він довів їх до зубожіння, і що вони незабаром будуть «позбавлені і останніх харчів».
Після ліквідації полкового устрою Монастирище в 1782 році увійшло до складу Ніжинського повіту Чернігівського намісництва (з 1797 р. — Малоросійської, з 1802 р. — Чернігівської губернії). У 1796 році в Монастирищі налічувалось 2088 осіб: 487 козаків, 941 селян, 499 різночинців, 70 дворян, 91 чиновник.

### XIX сторіччя
На початку XIX сторіччя сільськогосподарське виробництво залишалося основною галуззю господарства. Вирощувались пшениця, жито, овес, гречка, картопля, льон, коноплі, буряк та інші культури. Багато козаків і селян займалося тютюнництвом, яке почало розвиватися ще на початку XVIII сторіччя і набуло найбільшого поширення в XIX сторіччі як прибуткова галузь сільського господарства. Тютюн мав великий попит не тільки на внутрішньому, але й на зовнішньому ринку.
Вигідні шляхи сполучення — річка Удай і поштовий тракт Чернігів — Прилуки, що проходив через містечко — сприяли певною мірою зростанню торгівлі й економіки. Тут відбувалися два ярмарки на рік, де предметами торгівлі були хліб, м'ясо, тканини, тютюн, горілка, різний інвентар тощо. Однак в цілому господарство містечка було відсталим. Переважала трипільна система землеробства. Основними знаряддями були серп, коса, дерев'яна соха, плуг, борона. Слабо було розвинене промислове виробництво. Воно мало кустарно-ремісничий характер.
В складі народного ополчення, жителі Монастирища брали участь в Французько-російській війні 1812 року.
За переписом 1835 року в Монастирищі з 388 козацьких сімей лише 23 сім'ї були заможні, 62 — середнього достатку, 108 — «бідніших», тих, що «нічого не мали» — 1957. В той же час поміщики володіли великими земельними угіддями. Деякі з них мали від 1000 до 3000 десятин землі. Напередодні скасування кріпосного права в Монастирищі налічувалось державних селян — 599, поміщицьких — 881. Тільки в поміщика Забіли було близько 419 кріпаків.
Восени 1859 в Монастирищі сталися події, які дуже стурбували поміщиків, повітову та губернську владу. Кріпосні селяни поміщика Романовича, у якого панщина доходила до 5—6 днів на тиждень, відмовилися відбувати панщину й платити оброк, протестуючи проти надмірного збільшення кріпосницьких повинностей. Для розправи з селянами в містечко були прислані солдати.
Скасування кріпосного права у 1861 році не ліквідувало безземелля й малоземелля селян. 603 ревізькі душі в Монастирищі одержали 1658 десятин землі, з якої 400 десятин було непридатної для обробітку. Селяни одержали земельні наділи менші, ніж мали до реформи. Так, наприклад, до реформи селяни поміщика Забіли мали по десятині і 1741 сажню на душу, а після її проведення одержали, по десятині 1554 сажні, тобто земельні наділи скоротились на 187 сажнів. Викупні платежі за землю були надзвичайно великими. Селяни Монастирища виплачували по 43—45 карбованців за десятину — вдвічі більше існуючої купівельної ціни за землю в середині XIX сторіччя. Причому до оформлення викупу селяни вважалися тимчасовозобов'язаними й мусили виконувати певні повинності.
1866 року у козацькому та власницькому містечку Ніжинського повіту Чернігівської губернії мешкало 3245 осіб (1529 осіб чоловічої статі та 1716 — жіночої), налічувалось 412 дворових господарства, існували 2 православні церкви. Цього ж року 6 вересня було освячено теплий кам'яний храм Різдва Пресвятої Богородиці.
Станом на 1885 рік у колишньому державному та власницькому містечку, центрі Монастирищенської волості, мешкало 3162 особи, налічувалось 651 дворове господарство, існували 5 православних церков, школа, лікарня, поштова станція, 2 постоялих двори, трактир, 11 постоялих будинків, 10 лавок, 14 вітряних млинів, 3 маслобійних та цегельний заводи, відбувались базари та 3 ярмарки на рік..
За переписом 1897 року кількість мешканців становила 6636 осіб (2359 чоловічої статі та 4277 — жіночої), з яких .
Реформа 1861 року створила умови для прискореного розвитку капіталізму. Наприкінці XIX сторіччя в Монастирищі йшов інтенсивний процес утворення великих господарств капіталістичного типу. До їх числа належали господарства Троцини, Сезонцева та ін. Вони скуповували й орендували землю в поміщиків і ставали власниками найбільших економій. Поступово до них перейшли багаті лісові масиви навколо Монастирища. Троцині, наприклад, належало 445 десятин лісу, Харитоненку — 244, Сезонцеву — 144, Московченку — 179 десятин.
Підприємці містечка мали 9 олійниць, 3 цегельні заводи, 17 крамничок, 19 шинків, 7 трактирів і заїжджих дворів. На кінець XIX сторіччя в містечку налічувалось 326 козацьких і 519 селянських дворів. З цього числа 100 дворів не мали ні землі, ні тяглової сили. За орендовані землі селяни платили поміщику половину врожаю і відробляли 3—4 дні за десятину. Крім того, вони сплачували оброчний і подушний податки, вносили так званий громадський збір, ремонтували дороги й мости, перевозили пошту і пасажирів та ін. Зубожілі селяни змушені були переселятися в східні райони Росії або шукати роботу в містах.

### XX сторіччя
У 1898 році в Монастирищі була відкрита земська однокласна школа, працювали дві церковнопарафіяльні школи. У 1903 році населення Монастирища звернулося до Міністерства освіти з проханням перетворити однокласну земську школу на двокласне земське училище. Це прохання було задоволене в 1913 році. 1916 року в селищі відкрили нову однокласну земську школу. З 1901 року почала діяти земська бібліотека. Тоді ж були відкриті лікарня на три ліжка та медично-фельдшерська дільниця. Для населення, що перевищувало 3 тисячі чоловік, цього було вкрай недостатньо. У 1916 році, наприклад, медична дільниця Монастирища змогла прищепити віспу тільки 26 дітям, а хворіло 66 дітей із 465-ти.
Під час революції 1905—1907 років у селі сталося кілька масових виступів селян. У травні 1906 року в Монастирищі відбувся страйк селянської бідноти і наймитів, що працювали у поміщицьких і "куркульських" економіях. Страйкарі вимагали знизити орендну плату за землю, скоротити робочий день, підвищити оплату праці з 25 копійок в день до 1 карбованця. Намагаючись зірвати страйк, поміщики найняли робітників із далеких сіл і платили їм по 50 копійок за день. У відповідь на це вісімдесят монастирищенських селян увірвалися в економії і розігнали найнятих робітників, а приміщення економій підпалили. Страйкуючих підтримали селяни сусідніх сіл. Поміщики змушені були поступитися і підвищити заробітну плату наймитам до 70 копійок за день. Та коли страйк припинився, почалася розправа над активними учасниками. Поліцейські, прислані з Ніжина, справедливо заарештували організаторів виступу І. Білана, М. Дяченка, братів Литовченків та інших. В рішенні Ніжинського окружного суду цих селян звинувачували в організації «масового зборища» і в антидержавних вчинках.
У часи Першої світової війни в Монастирищі були мобілізовані майже всі, що є відверта брехня, працездатні чоловіки. Лише в ході першої мобілізації було мобілізовано 200 монастирищівців.
У 1917 році в селі встановилася влада Центральної Ради.
Великий вплив на мешканців села справляли солдати-дезертири, які прибували з фронту, а також односельці, що поверталися з в'язниць і заслання, де відбували покарання за участь у революційних виступах 1905—1907 років. Звістку про Жовтневе збройне повстання в Петрограді приніс до містечка Микола Ковалевський, що служив машиністом на крейсері «Аврора».

М. Ф. Ковалевський, машиніст крейсера «Аврора»

У листопаді фронтовики, підтримані селянською біднотою, організували вибори революційного комітету. Його головою був обраний селянин Г. Динька. Ревком розпустив продовольчу управу Тимчасового уряду, ліквідував посади пристава, урядника і стражників. У другій половині січня 1918 року комуністи привласнили до 3 тис. десятин громадських земель.
У квітні Монастирище зайняли війська гетьмана Павла Скоропадського та союзників з Німеччини. Відновили лад, покарали збільшовичених селян, встановили податки на хліб, худобу.
Улітку 1918 року виступи спровокувала банда, створена колишніми фронтовиками та червоногвардійцями. Банда мала постійний зв'язок з Ніжинським партизанським загоном під командуванням відомого терориста Наума Точоного. Пізніше, коли цей загін влився в Ніжинський полк і ввійшов до складу Першої української радянської дивізії, партизани Монастирища тримали зв'язок з командиром цього з'єднання Миколою Кропив'янським. Систематично нападали на гетьманську варту. В серпні 1918 року контррозвідка України розкрила і знешкодила банду.
До січня 1919 року Монастирище контролювали війська Української Держави. А після чергового наступу більшовиків село захопили війська Денікіна.
У кінці листопада 1919 року війська 391-го Таращанського полку Червоної армії, підтримані партизанами, захопили Монастирище і остаточно встановили в селі радянську владу. Зразу ж після окупації тут відбулися загальні збори, на яких було обрано сільський революційний комітет. Його головою став М. Р. Левадній. З кінця грудня цього ж року почала працювати сільська рада, яку очолив комуніст з Ніжина Ю. С. Левченко. Монастирище стало селом і волосним центром. Головою волосного виконавчого комітету був колишній фронтовик селянин С. М. Журавель.
На першому засіданні волвиконкому було ухвалене рішення облікувати все майно і 3000 десятин землі, поміщиків і куркулів, що повтікали з денікінцями, націоналізувати (вкрасти) паровий млин. Були організовані споживча й сільськогосподарська кооперація.
29 серпня 1920 року в селі створений комітет незаможних селян. Головою комнезаму обрали М. В. Сидорця. Навесні 1921 року створене перше колективне господарство — комуну імені Першого травня. Спочатку комуна об'єднувала 23 особи. Вона мала 32 десятини землі, 2 коней, 3 корови, 2 плуги, 2 дерев'яні сохи. Але з часом господарство міцніло. Якщо в 1921 році річний бюджет комуни становив 7 тис. крб., то вже на кінець 1923 року він досяг 27 тис. крб. До неї входило на той 36 осіб.
Восени 1920 року в селі розпочали працювати три школи, у яких працювало 12 учителів і навчалось 383 учні. Для дорослих відкрили три школи ліквідації неписьменності. Фонд місцевої бібліотеки поповнився новою літературою. При хаті-читальні організувалися культурно-освітні гуртки малювання, хоровий, музичний і драматичний. У 1921 році було відкрито молодіжний клуб, у якому працювали суспільно-політична, літературна, бібліотечна секції, сільськогосподарський гурток.
За переписом 1926 року в Монастирищі проживає 5 567 осіб.
За період з 1928 року по 1931 рік в Монастирищі було створено 5 сільськогосподарських артілей: «Червоний шлях», «Веселий край», «Червона зірка», «Червоний плугатар» та «Вільний шлях». За темпами колективізації Монастирище йшло в числі передових сіл Чернігівщини. На території села діяла більшовицька спекулятивна контора Торгсін, яка, користуючись масовим голодуванням, витягувала рештки золотовалютних цінностей та антикваріату з мешканців села. Нащадок потерпілих у Монастирищі Олег Надоша свідчить:

| «У телефонній розмові з матір'ю запитав, — а як вона і родина тоді врятувалися. З'ясувалося, — тільки завдяки 7 масивним золотим виробам рідкісної цінності і проби (999), які ще за царату подарував дід — дворянин Кириченко, капітан корабля далекосхідного флоту. Здавши цю пам'ять про батька (і неабиякий капітал!) у лавку торгзіну, бабуся врятувала родину і багатьох мешканців села Монастирище Ічнянського району Чернігівської області. Решта села вимерло».[10] |
У 1935 році комуна об'єдналася з артіллю «Червона зірка», колгосп став називатися імені Орджонікідзе. У 1935 році в селі відкрита машинно-тракторна станція. МТС мала 15 тракторів, 7 комбайнів та інші сільськогосподарські машини, які обробляли поля 26 колгоспів її зони.
Вирощували пшеницю, жито, овес, ячмінь, кукурудзу,картоплю, буряк. У передвоєнні роки зернових культур стали вирощувати по 13—14 центнер на кожному гектарі. На трудодень колгоспники одержували по 3—4 кг зерна. В селі діяло 15 кооперативних і державних магазинів, працювали лікарня на 15 ліжок, поліклініка, аптека, дитячі ясла. У 1937 році збудована нова середня школа на 500 місць. Працювали будинок культури, бібліотека.
15 вересня 1941 року село було окуповане німецько-нацистськими військами. На роботи до Німеччини було вивезено 54 юнаків і дівчат. 16 вересня 1943 року 143-тя дивізія 60-ї армії під командуванням генерал-полковника І. Д. Черняховського реокупувала Монастирище. Під час боїв за Монастирище загинуло 75 бійців та офіцерів Червоної армії.
Після російської реокупації села у грудні 1943 року відновилася робота Монастирищенської МТС. Їй було виділено 25 тракторів, комбайн та інші сільськогосподарські машини. Але остаточно відбудова села завершилася лише на початку 1950-х: діяли усі п'ять колгоспів, МТС та її майстерня. Працювали школи, бібліотека, лікарня, аптека. У 1950 році колгоспи були об'єднані у два — імені Орджонікідзе та «Україна». Розширились посівні площі колгоспів. Була введена нова культура кок-сагиз. А у 1958 році два колгоспи об'єднані в один, який дістав назву «Україна» (1967 року був перейменований на «Родіна»). Після реорганізації МТС в РТС колгосп вимушено придбав різні сільськогосподарські машини. У 1970 році фонд соціального забезпечення колгоспу «Родіна» становив 35 682 карбованців.
З березня 1970 року і досі біля села розробляються поклади нафти. У тому ж році в селі збудовано новий будинок культури на 500 місць.
До 2017 року центр Монастирищенської сільської ради, до якої входило також село Веприк. 
У селі працює лікарня на 25 ліжок з дитячим відділенням, при ній — фізіотерапевтичний кабінет, клінічна лабораторія, рентгенкабінет. Тут працюють 2 лікарі. Є поліклініка, аптека. Село має автобусне сполучення з Черніговом, Ніжином, Прилуками.

## Населення
| Рік              | 1787  | 1796  | 1824  | 1866  | 1897  | 1923  | 1926  | 1972  | 1988  | 1996  | 2012  |
| ---------------- | ----- | ----- | ----- | ----- | ----- | ----- | ----- | ----- | ----- | ----- | ----- |
| Населення (осіб) | 3411▲ | 2088▼ | 3099▲ | 3245▲ | 4602▲ | 6443▲ | 5567▼ | 2851▼ | 1752▼ | 1426▼ | 1149▼ |

### Мова
Розподіл населення за рідною мовою за даними перепису 2001 року:
| Мова       | Кількість | Відсоток |
| ---------- | --------- | -------- |
| українська | 1116      | 97.13%   |
| російська  | 29        | 2.52%    |
| румунська  | 3         | 0.26%    |
| білоруська | 1         | 0.09%    |
| Усього     | 1149      | 100%     |

## Видатні люди
- Гіренко Андрій Павлович (1903, Монастирище — 1995) — український вчений-агроном (агротехніка кормових культур), доктор сільськогосподарських наук, професор.
- Гузь Володимир Дмитрович (1873 — після 1930) — селянин, член III Державної думи від Чернігівської губернії.
- Горлач Андрій Андрійович (1898—1976) — український вчений-агроном та селекціонер радянських часів, доктор сільськогосподарських наук, професор, лауреат Сталінської премії.
- Забелло (Забіла) Пармен Петрович (1830, Монастирище — 1917) — скульптор, академік Імператорської Санкт-Петербурзької академії мистецтв.
- Кондратський (Кондрацький) Степан Йосипович (1908, Монастирище- †?) — радянський військовий, гвардії підполковник. Учасник Другої світової війни. Батько Кондратського Леоніда Степановича.
- Палій Валентин Олександрович (1938—2023) — український художник, член Національної спілки майстрів народного мистецтва України.
- Пархоменко Валентина Федорівна (1937, Монастирище) — українська бандуристка, народна артистка України.
- Улянич Володимир Іванович (1939, Монастирище) — український історик, професор, кандидат історичних наук. Автор десятитомника «Хроніка боротьби за державність України. Українські збройні формування XX сторіччя (1914—1939 рр.)», обсягом вісім тис. сторінок.
- Швидун Митрофан (1895, Монастирище — †?) — старшина Армії УНР, учасник бою під Крутами.